# Regimiento (municipio)
Un regimiento es un órgano municipal castellano creado en la Baja Edad Media como evolución del concejo abierto al que terminará sustituyendo.  A su vez, el ayuntamiento será una evolución del regimiento.
El sistema de concejo abierto, debido a la progresiva complejidad que va adquiriendo el municipio, va derivando a otros sistemas oligárquicos donde los magistrados municipales van a pasar a ser paulatinamente los que tienen una mayor preeminencia socioeconómica y desembocará al fin en 1345 con Alfonso XI de Castilla en un gobierno municipal de carácter restringido, el regimiento, integrado por los regidores, cargos vitalicios que son nombrados directamente por el rey (aunque a veces las ciudades podían proponerlos), usualmente entre los vecinos más ricos del lugar.
Aunque el objetivo primero era centralizador, el sistema favoreció el desarrollo de las grandes ciudades, pasado a tener un peso importante en la gobernación del Estado. Durante la Edad Moderna en España este cuerpo de regidores, como autoridades locales, siguió controlando los gobiernos municipales.